# Fikile Ntshangase
Fikile Ntshangase est une militante écologiste sud-africaine ayant été abattue à son domicile.

## Biographie
Fikile Ntshangase a milité contre les mines. Elle s'oppose par exemple à l'extension d'une mine de charbon dans la province du KwaZulu-Natal, près du parc Hluhluwe-Imfolozi, la plus ancienne réserve naturelle d'Afrique, et entame une bataille judiciaire pour faire valoir sa cause devant les tribunaux. 
En octobre 2020, quatre hommes entrent dans sa maison, à Ophondweni, et l'abattent. Elle est alors âgée de 65 ans.